# Eka Tqeschelaschwili

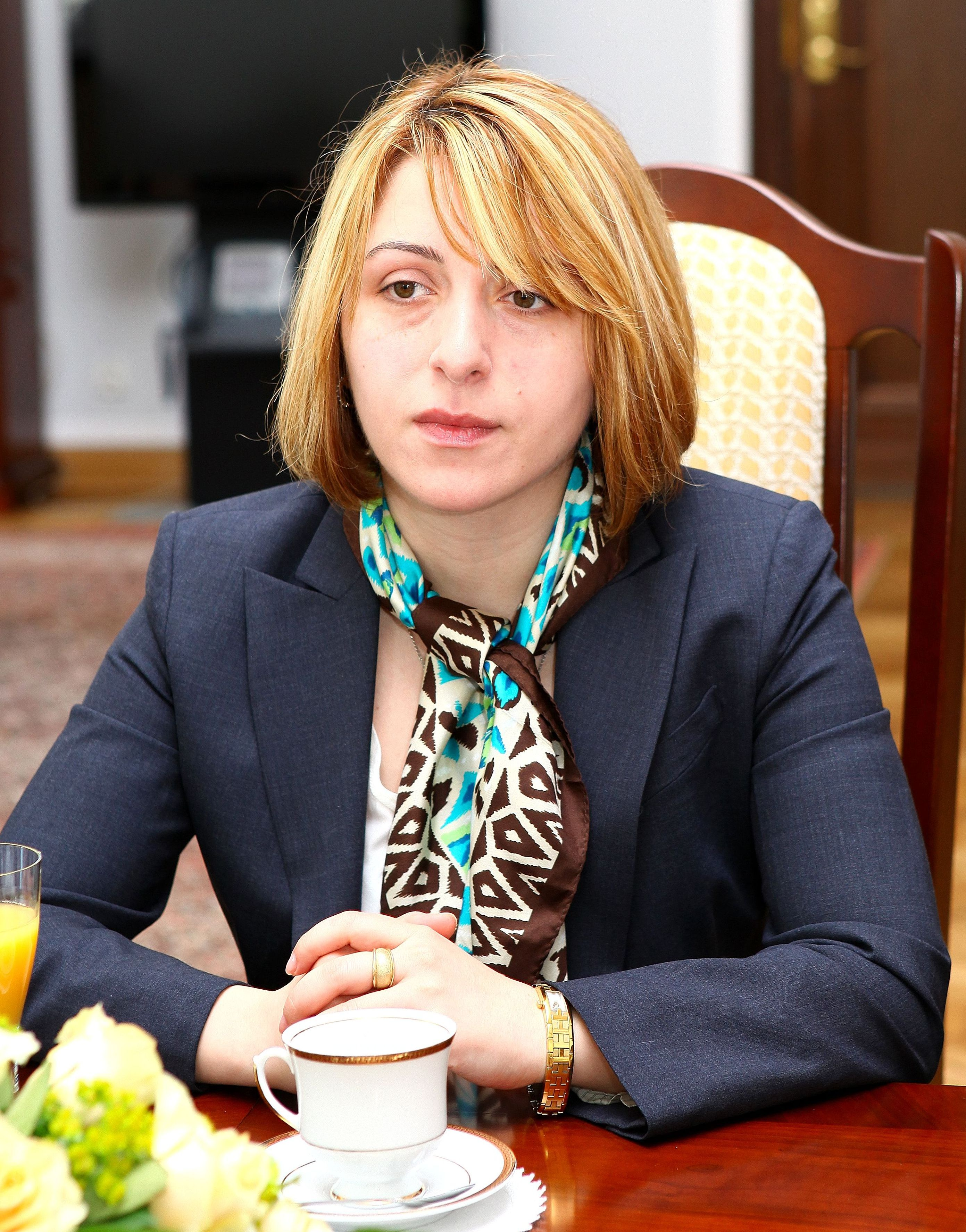
Eka Tqeschelaschwili (2011)

Ekaterine (Eka) Tqeschelaschwili (georgisch ეკატერინე (ეკა) ტყეშელაშვილი; * 23. Mai 1977 in Tiflis) ist eine georgische Politikerin und Juristin. Von 2007 bis 2008 war sie Justizministerin, anschließend Generalstaatsanwältin Georgiens und von Mai bis Dezember 2008 georgische Außenministerin. Seit Dezember 2008 ist sie Mitglied des Nationalen Sicherheitsrats Georgiens.

## Leben
Eka Tqeschelaschwili studierte am Institut für Internationales Recht und Internationale Beziehungen der Staatlichen Universität Tiflis. Nach Abschluss ihres Studiums 1997 arbeitete sie zunächst im Zentrum für Politikforschung und -Analyse im georgischen Außenministerium, ab 1998 zugleich als Juristin beim Internationalen Komitee vom Roten Kreuz. 2001 wechselte sie für fünf Monate nach New York, wo sie für das Anwaltskomitee für Menschenrechte arbeitete. Im Mai 2002 war sie Praktikantin beim Internationalen Strafgerichtshof für das ehemalige Jugoslawien, kehrte dann als stellvertretende Direktorin von IRIS Georgia nach Georgien zurück.
Im Februar 2004 ernannte Präsident Micheil Saakaschwili sie zur stellvertretenden Justizministerin. Im September 2005 wurde sie stellvertretende Innenministerin. Im Mai 2006 wechselte sie als Vorsitzende Richterin an das Tiflisser Appellationsgericht. Von August 2007 bis Januar 2008 war sie Justizministerin, wurde dann für drei Monate Generalstaatsanwältin Georgiens. Am 5. Mai 2008 wählte das georgische Parlament sie auf Vorschlag Saakaschwilis zur Außenministerin Georgiens. Am 5. Dezember des gleichen Jahres wurde sie aus ihrem Amt entlassen. Im gleichen Monat wurde sie Mitglied des Nationalen Sicherheitsrats Georgiens.
Tqeschelaschwili ist verheiratet und hat ein Kind. Sie spricht Georgisch, Englisch, Russisch und Französisch.